# 绮梦 (女神卡卡歌曲)
《綺夢》（Sexxx Dreams，潔版專輯上被改名為 X Dreams），是收錄於美國女歌手Lady Gaga第三張錄音室專輯《ARTPOP》的歌曲之一。這首歌的作詞人包括Gaga本人、DJ White Shadow、Martin Bresso以及DJ蛇王, 而製作人則包括Blair、Gaga、Nick Monson以及Dino Zisis。
該曲靈感來自於Gaga情色的性幻想以及其夢境，當時為了保留該曲的合唱部份而做了一些編曲上的變化好讓伴唱能更容易被理解。Gaga當時在社群媒體上以Hashtag數字標記曲名以作為投票的方式,而被選上的歌曲會考慮將該曲做為新專輯《ARTPOP》宣傳單曲，而《綺夢》是當時其中的一個選擇。
評論者給予該曲很好的評價，並進一步讚揚該曲的作詞、獨特且前衛的聲線，以及其濃厚的抒情味，並將該曲與美國知名流行歌手珍娜·傑克森以及寶拉·阿巴杜的作品做比較。《綺夢》發布時便空降南韓Gaon音樂榜第41名，在《流行藝術》發行的首周便售出了3,413張，Sexxx Dreams是Gaga於2013年在倫敦iTunes音樂節上演唱的《流行藝術》專輯曲目之一，Gaga同時也將《綺夢》安排在流行藝術巡迴演唱會以及Lady Gaga的Roseland舞廳現場演出
之中。

## 作詞與構思

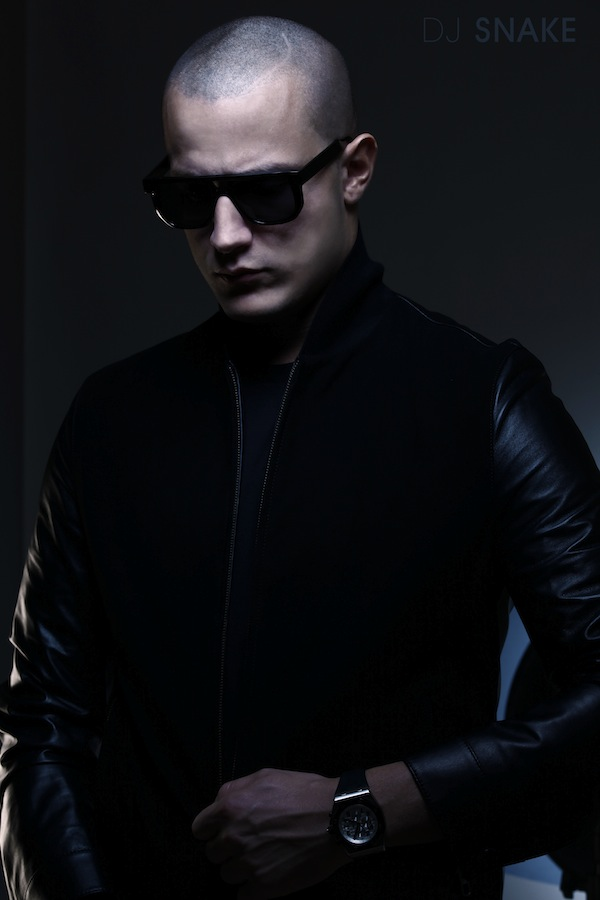
威廉·格里加西恩，比較知名的身分為DJ蛇王

Lady Gaga的第三張錄音室專輯《流行藝術》，在第二張錄音室專輯《天生完美》發行不久便開始了該專輯的策畫與製作，並在《天生完美》發行後的下一年，以「一個逐步繁榮的開端」為專輯概念，Gaga與製作人費爾南多·加瑞貝以及DJ White Shadow開始了《流行藝術》的製作，但是，正當《Born This Way Ball》巡迴演出的同時， Gaga被迫於2013年二月停止巡迴演出剩餘的20場次以便接受髖關節手術， 而手術後康復的過程便成為了製作《流行藝術》的靈感之一。《綺夢》由Gaga、DJ White Shadow、Martin Bresso與DJ蛇王作詞，而Gaga與DJ蛇王也同時參與了Nick Monson與Dino Zisis的編曲過程。該曲的歌詞描述了與一個跟男友分手了一個周末的人發生性關係。而Gagay在每日鏡報採訪中曾提到，《綺夢》的靈感是來自於Gaga自己"骯髒"的性幻想。
當我在我的腦海中描繪著綺夢時，它是如此光怪陸離!...在夢裡我正參與某個大規模的時裝創作，而且還盯著充氣娃娃或什麼東西看來著。這就是我想像的綺夢。我的綺夢全都十分怪異...你過去有沒有和另一個人上床但腦中卻想著另一個人的經驗呢?...在這首歌中我描述了我對我伴侶的不忠，並為了我所想著的另一個人而與自我開始一場內心對話.

於2013年十一月，Gaga於iHeartRadio的特別專輯發表派對上在超過150個清晰頻道電台播送《綺夢》以宣傳《流行藝術》，Gaga還曾向瑞安·西克雷斯特透露，這"性感的雕塑品"時常出現在她那"瘋狂"且"光怪陸離"的夢境中。Gaga聲稱這首歌是〝某個帶有異特色彩的情色之物〞 ，並考慮讓粉絲〝體會構成『自我』的元素〞。Gaga和她的製作團隊耗費了大量時間於創作《綺夢》的節奏。起初協助製作《綺夢》的人並不了解Gaga作曲時其背後的想法，自此之後，《綺夢》除了由於Gaga的反對而未更動的副歌之外整體上有了很大的變化，

## 參與人員
管理
- 錄製－唱片工廠錄音室、好萊塢、加州、芝加哥唱片公司。
- 混音－於唱片工廠錄音室、好萊塢、加州、Heard IT!工作室以及北好萊塢。
- 出版－索尼/聯合電視音樂出版、卡卡之屋出版和GloJoe Music股份有限公司出版。Maxwell and Carter (BMI)，有限責任公司(ASCAP), Etrange Fruit(SACEM)、Fuzion(SACEM)，由Get Familiar Music管理(ASCAP)。

製作人
- 女神卡卡 – 編詞，主唱， 製作人, 吉他手。
- DJ White Shadow – 編詞， 製作人。
- Dino Zisis – 監製人之一。
- 尼克·蒙森 – 監製人之一，吉他手。
- Tchami – 編詞。
- 威廉·格里加西恩 – 編詞。
- 戴夫·羅素 – 錄製人，混音師。
- Bill Malina – 錄製人。
- Benjamin Rice – 錄製及混音助理。
- Daniel Zaidenstadt – 錄製助理。
- Andrew Robertson – 錄製助理。
- Austin Thomas – 錄製助理。
- Ghazi Hourani – 錄製人，混音助理。
- Tim Stewart – 吉他。
- Donnie Lyle – 貝斯手。
- Rick Pearl – 編程師。
- Ivy Skoff – 工會合約管理方。
- Gene Grimaldi – 母帶錄製。

## 榜單排名
追蹤《流行藝術》發售時的動態，會發現《綺夢》在南韓的Gaon音樂榜空降第41名，總計銷售了3414份音檔。
| 榜單 (2013)            | 最高名次 |
| ---------------------- | -------- |
| (南韓)國際單曲榜(Gaon) | 41       |